# Steve Nelson
Steve Nelson (Pittsburgh, 11 augustus 1954) is een Amerikaans jazzvibrafonist.

## Biografie
Steve Nelson kwam op de vibrafoon door de vader van een vriend, George Monroe, die een getalenteerd amateurvibrafonist was. Hij verschafte zich een basis als muzikant, doordat hij met de in Pittsburgh aanwezige jazzmuzikanten speelde. Nelson studeerde aan de Rutgers University, wiens jazztak net werd opgezet. Hij verwierf zowel de bachelor- als de mastertitel in muziek en onderwees onder andere aan de Princeton University.
Hij leerde Bobby Hutcherson kennen door zijn samenwerking met Grant Green en zijn album Idle Moments en na een concert van een week lang ging hij vrij laat intensief met zijn speelstijl voor een vibrafonist om. Hij trad wereldwijd op tijdens concerten en festivals en hij nam op als leider van zijn eigen band. Hij woonde in de nabijheid van New York, trad samen op met veel beroemde muzikanten en maakte met hen opnamen, waaronder Kenny Barron, Bobby Watson, Mulgrew Miller, David 'Fathead' Newman, die hem sterk beïnvloede, Donald Brown, James Williams, Johnny Griffin en Jackie McLean. Drie jaar lang speelde hij met George Shearing.
In 2007 verscheen zijn album Sound-Effect met Mulgrew Miller (piano), Peter Washington (bas) en Lewis Nash (drums). In 2010 was hij lid van het Dave Holland Quintet.
Steve Nelson werd beïnvloed door Milt Jackson en zijn soli kenmerken zich door grote thematische gedachtenrijkdom, ofschoon zijn totale sound niet altijd eenvoudig is. Bovendien beheerst hij alle technieken van het moderne vibrafoonspel sinds Bobby Hutcherson.

## Discografie
- 1987: Communications (Criss Cross Jazz) met Mulgrew Miller
- 1989: Full Nelson (Sunnyside Records)
- 1989: Live At Acireale, Vol. 1 & 2, (Red Records)
- 1999: New Beginnings (TCB Music)
- 2004: Fuller Nelson (Sunnyside Records)
- 2007: Sound-Effect (HighNote Records)
- 2017: Brothers Under the Sun (HighNote Records)

- Bibsys: 13014665
- Bibliothèque nationale de France: cb13972022c (data)
- Gemeinsame Normdatei: 134714342
- International Standard Name Identifier: 0000 0000 7252 4453
- Library of Congress Control Number: n88664607
- MusicBrainz: 96999c17-c729-421c-9429-6f2b81050761
- Nederlandse Thesaurus van Auteursnamen: 074288881
- Réseau des bibliothèques de Suisse occidentale: 02-A012326960
- Système universitaire de documentation: 170141519
- Virtual International Authority File: 83145970329032252530